# Lower Urinary Tract Symptoms
Die Bezeichnung Symptome des unteren Harntraktes (englisch lower urinary tract symptoms, LUTS), auch Symptomatiken der unteren Harnwege, fasst verschiedene Beschwerden zusammen, die bei zumeist älteren männlichen Patienten bei der Harnsammlung und Entleerung der Harnblase auftreten können. Von den 12 Mio. Männern in Deutschland, die über 50 Jahre alt sind, leiden ca. 30 % unter therapiebedürftigen Symptomen des unteren Harntraktes. Gemeint sind damit folgende Beschwerdebilder: Verzögertes Einsetzen der Blasenentleerung trotz starken Harndrangs, das Bedürfnis zu pressen, um die Blase zu entleeren (Pressmiktion), das Gefühl, die Blase werde nicht ganz leer (Restharnempfinden), ein schwacher Harnstrahl, nachtröpfelnder Urin, lange Dauer der Blasenentleerung und schon kurze Zeit nach dem Urinieren einsetzender erneuter Harndrang. Der Harndrang setzt zuweilen so plötzlich ein, dass nicht rechtzeitig die Toilette erreicht werden kann. Dies wird als Dranginkontinenz bezeichnet.
Mögliche Ursachen, über die eine urologische Untersuchung Aufschluss geben kann, sind eine Vergrößerung der Prostata (Prostatahyperplasie), eine Entzündung oder ein Tumor der Harnblase oder der Prostata und eine Verengung des Blasenhalses bei normal großer Prostata. Die Behandlung ist abhängig von der entsprechenden Ursache.
Bei Katzen wird ein entsprechender Krankheitskomplex der unteren Harnwege als Feline Lower Urinary Tract Disease bezeichnet.